# Delonix floribunda
Delonix floribunda (Baill.) Capuron, 1968 è una pianta decidua appartenente alla famiglia delle Fabacee, endemica del Madagascar.

## Descrizione
È un albero deciduo, con fusto rigonfio a forma di sigaro, alto fino a 12 m, con una chioma a forma di ombrello.
Le foglie sono composte, paripennate, con 12-20 paia di foglioline per ogni pinna.
I fiori spesso compaiono prima delle foglie, talora direttamente dal fusto; sono di colore giallo, raccolti in dense infiorescenze racemose.
Il frutto è un legume lungo sino a 30 cm, di colore marrone scuro, contenente numerosi semi ellissoidali, lunghi 7–9 mm.

## Biologia
Il principale impollinatore di questa specie è la nettarinia di Souimanga (Cinnyris sovimanga).

## Distribuzione e habitat
Si trova soprattutto nell'ovest e nel sud-ovest dell'isola.